# Акша Сейткулулы
Акша Сейткулулы (1573—1659) Дед Айтеке Байбекулы.
Выходец из рода Торткара.